# Бражник мёртвая голова (картина Ван Гога)
«Бражник мёртвая голова» (фр. Sphinx tête de mort) — картина Ван Гога, написанная в мае 1889 года. Автор назвал это произведение «Бражник мёртвая голова», ошибочно полагая, что перед ним эта редкая европейская бабочка. На самом деле на картине изображена другая крупная европейская бабочка — Павлиноглазка грушевая (Saturnia pyri). Музей Ван Гога в Амстердаме переименовал картину — с тех пор подпись под ней гласит: «Императорская ночная бабочка» («Павлиноглазка»).

## История
8 мая 1889 года Ван Гог, страдавший к тому времени психическим заболеванием, добровольно прибыл в приют Сен-Поль в окрестностях Сен-Реми-де-Прованс на юге Франции в Провансе. В течение года пребывания в приюте художник написал около 150 полотен. На многих из них изображены пейзажи, деревья, трава, бабочки — то, что художник мог видеть из окна своей палаты или в саду.
Ван Гог обнаружил эту бабочку в саду больницы в Сен-Реми, и был уверен, что перед ним — бражник мёртвая голова. В письме брату Тео художник так описывал свои впечатления:
 «У неё были удивительно тонкие цвета, чёрный, серый, нюансы оттенков белого цвета с таким красным отблеском, что иногда казалось оливково-зелёным; она очень крупная. Для того чтобы её написать, мне пришлось её убить, что было очень жалко для такого красивого создания». 

## Описание
На холсте запечатлена с детальной прорисовкой малая павлиноглазка с раскрытыми передними крыльями на фоне цветов аронника. Живые краски картины соответствуют присущей Ван Гогу страстности и эмоциональной насыщенности. Музей Ван Гога в Амстердаме, где выставлена эта работа, переименовал её, дав уточнённое с биологической точки зрения название «Императорская ночная бабочка» («Павлиноглазка»; англ. Emperor Moth, нидерл. Nachtpauwoog).